# 烏昆查區
烏昆查區（西班牙語：Distrito de Ucuncha），是秘魯的一個區，位於該國西北部拉利伯塔德大區的博利瓦省，始建於1916年11月20日，面積98.41平方公里，海拔高度2,625米，2005年人口1,059，人口密度每平方公里11人。